# 沖縄県立北中城高等学校
沖縄県立北中城高等学校（おきなわけんりつ きたなかぐすくこうとうがっこう）は、沖縄県中頭郡北中城村字渡口にある県立高等学校。
略称は「北高」（但し、「北高」は卒業生・在校生からの自称で、他称は「北中」）、文化祭は「北高祭」といい、体育祭とともに2年に1回の開催。
自転車部とソフトボール部はインターハイでの優勝歴がある他、男子バスケットボール部もインターハイ準優勝を経験している。

## 沿革
- 1983年4月1日 - 開校。普通科を設置。
- 2002年4月1日 - 特進クラスを設置。

## 著名な卒業生
- 安谷屋健太 - バスケットボール選手
- 仲村直人 - プロバスケットボール選手、元日本代表（大阪エヴェッサ所属）
- 澤岻安史 - 元プロバスケットボール選手
- 西田陽子 - 元バスケットボール選手
- 玉城昌子 - 元バスケットボール選手
- 澤岻直人 - プロバスケットボール選手（大分ヒートデビルズ所属）
- 普久原奨 - 自転車ロードレース（チームブリヂストン・アンカー所属）
- 城間修平 - 元プロバスケットボール選手（現日本大学男子バスケットボール部アシスタントコーチ）
- 伊佐樹里 - バスケットボール選手
- 呉屋貴教 - 元プロバスケットボール選手
- 与那嶺翼 - プロバスケットボール選手（岩手ビッグブルズ所属）
- 内間安路 - サッカー選手（ガイナーレ鳥取所属）
- 金城茂之 - プロバスケットボール選手（琉球ゴールデンキングス所属）
- 久手堅笑美 - バスケットボール選手（トヨタ自動車アンテロープス所属）
- 内間康平 - 自転車ロードレース
- 岸本隆一 - プロバスケットボール選手（琉球ゴールデンキングス所属）
- ryuchell - タレント

## 交通アクセス
| 運行事業者 | 路線・系統                    | 下車停留所     |
| ---------- | ----------------------------- | -------------- |
| 東陽バス   | 30番（泡瀬東線）              | 北中城高校入口 |
| 沖縄バス   | 52番（与勝線） 61番（前原線） | 北中城高校入口 |